# August Herschel
August Heinrich Wilhelm Herschel (geboren am 7. Dezember 1894 in Krefeld; gestorben am 13. November 1965 in Moers) war ein deutscher Hilfsrichter, Kreissyndikus und Kreiskämmerer, sowie 1945 Landrat des Kreises Moers.

## Leben
Herschel studierte nach dem Besuch des Gymnasiums von 1913/1914 und unterbrochen durch seine Teilnahme am Ersten Weltkrieg ab 1919 Rechtswissenschaften unter anderem an der Universität Heidelberg. Nach der Ablegung des ersten juristischen Staatsexamens im Jahr 1919 im Folgejahr zum Dr. jur. promoviert, legte er 1923 auch das zweite juristische Staatsexamen ab. Im Weiteren war August Herschel bis 1924 zunächst als juristischer Hilfsarbeiter beim Kreisausschuss des Kreises Moers beschäftigt, 1925/1926 als Hilfsrichter am Landgericht Düsseldorf und 1926/1927 in gleicher Stellung an den Amtsgerichten Krefeld und Uerdingen tätig, bevor er dann bis 1945 als juristischer Hilfsarbeiter an den Kreisausschuss zurückkehrte. Seit 1929 war er dort Kreissyndikus und Kreiskämmerer.
Als im Kreis Moers mit der Besetzung durch die alliierten Streitkräfte der Zweite Weltkrieg sein Ende nahm, setzte die Militärverwaltung Herschel vom 8. März bis zum 9. September 1945 kommissarisch als Landrat ein. Anschließend nahm er seine bisherige Tätigkeit für den Kreis wieder auf. Zum 31. Dezember 1959 trat er in den Ruhestand.
Am 8. November 1960 wurde August Herschel das Bundesverdienstkreuz I. Klasse verliehen.
August Herschel heiratete 1929 in Krefeld Irmgard Elisabeth Diepers (geboren am 16. März 1906 in Krefeld; gestorben am 6. August 1984 in Moers).